# ユメザメ
ユメザメ(夢鮫、英: en:Roughskin dogfish、学名: Centroscymnus owstonii)は、オンデンザメ科に属するサメの一種。水深400-1500メートルに生息する深海魚である。

## 特徴

### 分布
太平洋西部や南東部、大西洋で見られる。日本では千葉県小湊、相模湾、駿河湾、土佐湾、沖縄諸島などに生息している。大陸斜面や海山の水深400-1500メートルに生息する。

### 形態
全身が黒く鱗で覆われている。

### 生態
生殖は卵黄依存性で、出生時は全長30cm程度である。一度に生まれる数は約35尾。成長するとオスは70センチメートル、メスは1メートル程度になる。最大1.2メートルほどと言われる。
魚類やタコ、イカを捕食する。
時に性別で分かれた群れを作ることが分かっているが、行動や生態に関しては未知の部分が多い。

## 人間との関わり
巨大な肝臓とそこから採取できる肝油のため漁獲の対象となるが、低水温となる深海では成長が遅いため、絶滅のおそれがあるとされる。他にも肉は魚肉練り製品の原料として使われる。